# Битва при Дракенбурге
Битва при Дракенбурге (нем. Schlacht bei Drakenburg) — произошедшее 23 мая 1547 г. сражение Шмалькальденской войны между имперской армией Эриха II и протестантской армией Альбрехта фон Мансфельда, закончившаяся победой последней.

## Предыстория
Потерпев поражение в битве при Мюльберге 24 апреля 1547 г., Шмалькальденский союз проиграл войну, и с подписанием Виттенбергской капитуляции 19 мая 1547 был фактически распущен. Тем не менее, их союзники на севере Германии, особенно в городах Бремен и Магдебург, продолжали сопротивление императору Карлу V.
В январе 1547 года имперский полковник и ландскнехтов Кристоф фон Врисберг набрал армию в Мюнстерланде. Армия прошла через Оснабрюкское княжество-еппископство, подчинила Минден и направилась завоёвывать Бремен. Началась длительная осада, которую жители Бремена выдержали. В апреле 1547 года 19-летний герцог Брауншвейг-Каленберга Эрих II и его войска присоединились к осаждающим, чья численность достигла 12 тыс. В мае 1547 г. Эрих получил известие о том, что протестантская армия грабит его княжество Каленберг, а другая армия направляется с юга снять осаду Бремена. Из-за отсутствия успеха, нехватки продовольствия, потери четверти наемников и риска мятежа, фон Врисберг и Эрих сняли осаду.

## Размещение войск

### Имперцы

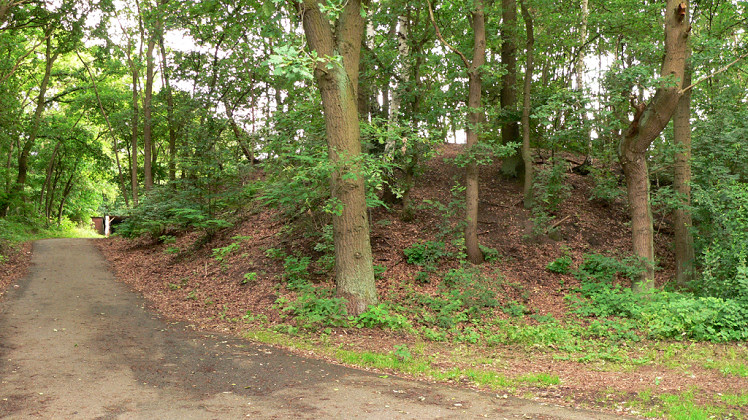
Песчаная дюна на поле боя, теперь заросшая лесом.

После снятия осады имперские войска 22 мая 1547 года отошли из Бремена и двинулись на юг ускоренным маршем и ночными переходами. Войско двинулось вдоль Везера, но по обоим стороны берега, желая воссоединиться на переправе через реку. Однако часть войска под командованием Врисберга отстала из-за песчаных троп. Молодой и амбициозный герцог не стал ждать опоздавшего и позволил своим наемникам двигаться вперёд. Когда он узнал, что противник приближается к Дракенбургу, он построил свои войска к бою. В его распоряжении было около 6 тыс. наёмников, неизвестное количество всадников и 17 орудий. Он расположил их к востоку от Дракенбурга, на открытом поле в направлении Хемзена. Полем боя он выбрал холмистую местность с песчаными дюнами высотой до 15 м. Эрих считал этот район идеальным для встречи противника с безопасных позиций — благодаря возвышенному положению его пушки имели свободное поле обстрела, солнце и ветер были позади его войска; однако имперцы не имели путей к отступлению, поскольку поле боя граничило с болотами и водно-болотными угодьями и Везером.

### Протестанты
Саксонский курфюрст Иоганн Фридрих Великодушный сформировал войско Шмалькальденского союза ещё до своего пленения в битве при Мюльберге. Первоначально в состав сохранившейся части армии входило всего лишь 4 эскадрона наемников под предводительством графа Альбрехта фон Мансфельда. Войска двинулись из Саксонии через Нордхаузен, Нортхайм и Брауншвейг в Бремен, чтобы прийти на помощь осаждённому городу. По пути к ним присоединились воинские контингенты из городов Брауншвейг, Хильдесхайм, Гамбург и Магдебург. Было 26 пехотных отрядов (около 6,5 тыс. человек) и до 1,4 тыс. кавалеристов и 24 орудия. 22 мая армия разбила лагерь возле Родевальда, и с 4 часов утра 23 мая двинулась навстречу противнику через Андертен и Хемсен.

## Битва

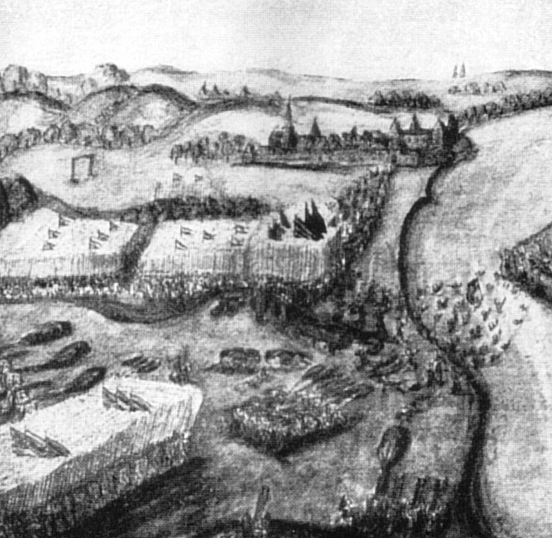
Рисунок пером из Хроники Реннера, сделанный около 1570 года: справа имперские войска, бегущие в Везер, на заднем плане Дракенбург.

Войска протестантов подошли с востока и встретили закрепившееся в дюнах войско имперцев. Нападающие использовали предложенную брауншвейгским полевым капитаном Бруном фон Ботмером: он с детства знал местность и предложил использовать клещи с повторной атакой в тыл противника. Фон Ботмер возглавил около 1000 конных аркебузиров, которые, скрываясь, приблизились к врагу с севера. Оба протестантских отряда начали бой одновременно с обстрела и штурма. В результате боевой порядок Эриха II начал терять монолитность. Кроме того, протестантские всадники прорвались через песчаные холмы и разделили имперские части. В хаосе кавалерия Эриха бежала, нанося урон собственной пехоте, которой пути отхода были отрезаны противником и болотистой местностью. Единственным путём была река Везер, которая в то время переживала весенние паводки. Около 1 тыс. имперских наемников утонули при попытке найти брод. С трудом герцогу Эриху удалось спастись, переплыв на другой берег Везера. Всего около 2,5 тыс. его людей были убиты и ещё 2,5 тыс. взяты в плен. Потери протестантов составили 200 убитых и около 400 раненых.
Армия Врисберга достигла поля битвы 23 мая, и из-за численного превосходства противника она отступила к Фердену. Примерно в 10 км. к северу от поля боя они наткнулись на протестантское окружение из крестьян возле Хасселя. Победив их, Врисберг захватил военнкую кассу в 100 тыс. золотых гульденов, которые попали к казну Карла V.

## Последствия
Имперская армия Эриха II потерпела сокрушительное поражение и фактически больше не существовала; войска полковника фон Врисберга отошли в Испанские Нидерланды и распались. Эрих II и фон Врисберг, после битвы обвиняли друг друга в неудаче.
Сомнительно, что исход битвы спас протестантизм в северной Германии, поскольку рекатолицизация в завоеванных империей районах центральной Германии не произошла. Битва не принесла свободу вероисповедания в современном понимании. В протестантском Бремене последние католические церкви были преобразованы в протестантские уже после 1547 года.

## Поле боя

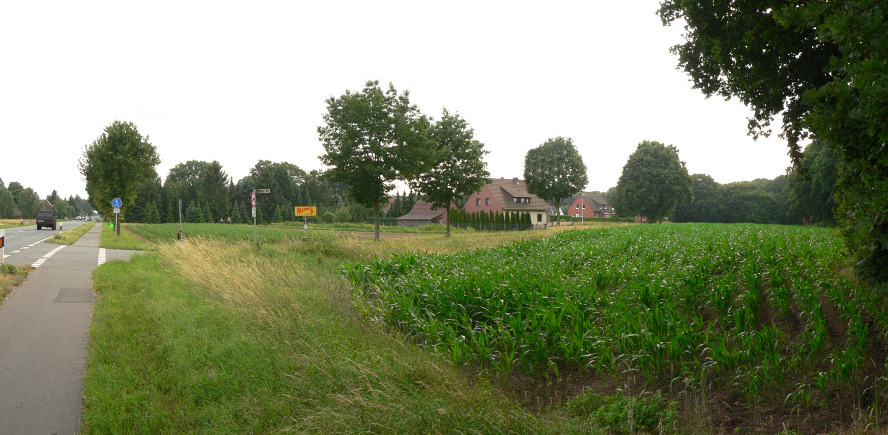
Поле боя.

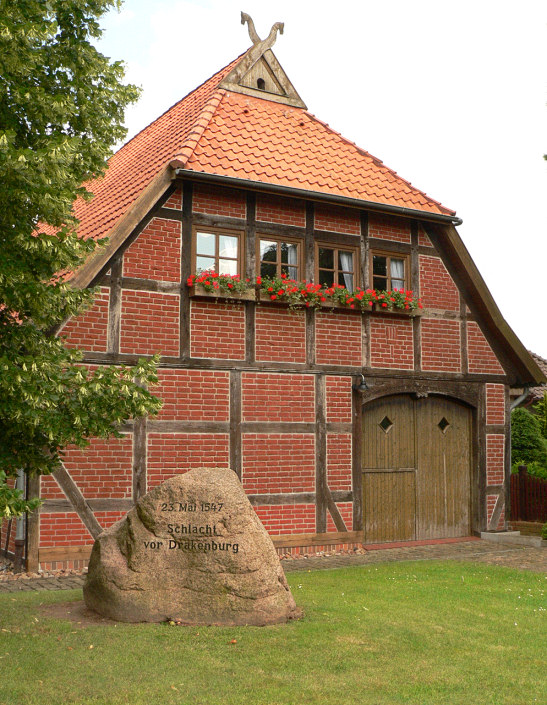
Мемориальный камень.

Бывшее поле боя теперь расположено в районе Зандберге, примерно в 2 км к востоку от Дракенбурга и к северу от Нинбурга, между трассой B 215 и железнодорожной линией. Существовавших тогда песчаных дюн уже больше нет -.большая часть скоплений песка со временем была вывезена для строительства дорог и железных дорог и использована в качестве строительного материала. Отдельные дюны до сих пор можно найти под лесом возле железнодорожной линии. Бывшее поле боя теперь застроено коммерческой зоной и жилыми домами.

## В культуре
Самым старым изображениеи битвы является рисунок цветным пером 1570/80 года, можно найти в старейшей рукописи «Бременских хроник» Иоганна Реннера. Вильгельм Дилич сделал самостоятельный офорт для своей Бременской хроники 1603 г, который, вероятно, основан на картине Кристиана фон Апена в бременском шюттинге 1590 г. Два утерянных ящика из бременского цейхгауза были расписаны изображениями битвы. В 1547 году была отчеканена треугольная медаль в честь саксонского полковника Вильгельма фон Тамбширна.